# Port lotniczy Yanji-Chaoyangchuan
Port lotniczy Yanji-Chaoyangchuan (IATA: YNJ, ICAO: ZYYJ) – port lotniczy położony w Yanji, w prowincji Jilin, w Chińskiej Republice Ludowej.

## Linie lotnicze i połączenia
| Linia Lotnicza          | Kierunek |
| ----------------------- | --- |
| Air China               | 1. Pekin 2. Pekin-Daxing 3. Seul-Inczon 4. Zhengzhou                                                                          |
| Air Busan               | 1. Pusan |
| Asiana Airlines         | 1. Seul-Inczon |
| China Eastern Airlines  | 1. Hangzhou 2. Nankin 3. Ningbo 4. Qingdao 5. Seul-Inczon 6. Szanghaj-Pudong 7. Weihai 8. Yantai                              |
| China Southern Airlines | 1. Changchun 2. Chengdu-Tianfu 3. Dalian 4. Guangzhou 5. Qingdao 6. Seul-Inczon 7. Shenzhen 8. Władywostok Sezonowo: 1. Pusan |
| China United Airlines   | 1. Pekin-Daxing 2. Shijiazhuang                                                                                               |
| Jeju Air                | 1. Muan 2. Seul-Inczon |
| Korean Air              | 1. Seul-Inczon |
| Qingdao Airlines        | 1. Qingdao |